# Love Bug Leave My Heart Alone
"Love Bug Leave My Heart Alone" is een nummer van de Amerikaanse soulgroep Martha & The Vandellas. Het was de eerste van vier nummers van het album "Ridin' High" die op single uitgebracht zou worden. Op "Honey Chile" na was het ook de succesvolste single van dit album. Het bereikte namelijk een nummer 25-notering in de popparade van de Verenigde Staten. Op de Amerikaanse r&b-hitlijst werd met een 14e plaats een nog groter succes behaald. Ook in Canada en het Verenigd Koninkrijk verscheen het nummer in de hitparade. "Love Bug Leave My Heart Alone" zou het op een na laatste nummer zijn van Martha & The Vandellas die de top 40 in de VS wist te bereiken.
"Love Bug Leave My Heart Alone" was het eerste nummer van Martha & The Vandellas dat uitgebracht zou worden na het vertrek van Holland-Dozier-Holland bij Motown. Dit succesvolle songwritersdrietal had vele hits voor de groep geschreven, waaronder "(Love Is Like a) Heatwave", "Nowhere to Run" en "I'm Ready for Love". Ze verlieten echter Motown, omdat ze het oneens waren over hun contracten. Ook William "Mickey" Stevenson had op dat moment Motown verlaten. Hij schreef onder andere "Dancing in the Street", hun grootste hit, voor de groep. Hierdoor moesten er nieuwe songwriters voor de groep gezocht worden. Motown vond deze in de personen van Richard Morris en Sylvia Moy, die eerder onder andere al had meegeschreven aan het nummer "What Am I Going to Do Without Your Love". Hoewel "Love Bug Leave My Heart Alone" en zijn opvolger "Honey Chile" nog succesvol waren, werden er daarna niet meer zulke grote successen als de eerdere singles behaald door Martha & The Vandellas.
Een ander opmerkelijk feit aan "Love Bug Leave My Heart Alone" is, dat het de laatste single van de groep is die onder de naam Martha & The Vandellas werd uitgebracht. Hierna werd alles onder de naam Martha Reeves & The Vandellas uitgegeven. Dit deed Motown om zo leadzangeres Martha Reeves meer in het middelpunt te zetten. Dit gebeurde rond deze tijd steeds meer bij Motown. Zo werden The Miracles na hun naamsverandering Smokey Robinson & The Miracles en The Supremes kregen de nieuwe naam Diana Ross & The Supremes.
"Love Bug Leave My Heart Alone" is de laatste single waarop Betty Kelly als achtergrondzangeres te horen is. Bij "Honey Chile" was ze namelijk vervangen door Lois Reeves, de zus van Martha. Kelly verliet de groep, omdat ze steeds vaker onenigheid had met Martha Reeves. Daarnaast miste ze steeds vaker live-optredens. Als ze er wel was, was vaak op het podium duidelijk dat er problemen waren tussen haar en Reeves.
Met 2 minuten en 6 seconde is "Love Bug Leave My Heart Alone" een van de kortstdurende singles ooit uitgebracht door Motown. De tekst die deze tijd op moet vullen, gaat erover dat de "love bug" de leadzangeres met rust moet laten, zodat ze niet verliefd zal worden. Ze weet namelijk hoeveel leed dit kan veroorzaken. Ze heeft namelijk nog steeds spijt van de verovering van haar hart door haar vorige liefde. Die liet haar uiteindelijk met een gebroken hart achter. De muzikale begeleiding van het nummer is verzorgd door The Funk Brothers. De intro begint met alleen de piano, een riff die na elk couplet terug zou keren.
De B-kant van "Love Bug Leave My Heart Alone" is het nummer "One Way Out". In tegenstelling tot de A-kant verscheen dit nummer niet op het album Ridin' High, maar op de voorganger Watchout!. Hierdoor was het mogelijk dat "One Way Out" geschreven werd door Holland-Dozier-Holland, aangezien het trio bij het uitbrengen van het album Watchout! nog onder contract stond bij Motown.

## Bezetting
- Leadzang: Martha Reeves
- Achtergrond: Betty Kelly en Rosalind Ashford
- Instrumentatie: The Funk Brothers
- Schrijvers: Richard Morris en Sylvia Moy
- Producer: Richard Morris